# Classe Raimondo Montecuccoli
La classe Raimondo Montecuccoli était une sous-classe de croiseur léger de classe Condottieri en service dans la Regia Marina entre 1934 et 1964.

## Développement
Cette classe était équipée d'un blindage complet et plus épais, ce qui devait se traduire aussi sur le plan d'aménagement plus important en volume. Bien plus habitables (12 mètres de plus en longueur, 1,10 mètre en largeur et 50 cm de tirant d'eau supplémentaire), et mieux protégés, (entre 100 et 60 mm par endroits contre 40 mm au plus sur les Cadorna), ces unités sacrifiaient finalement peu à la vitesse: avec 106 000 cv contre 95 000 sur la classe précédente, et malgré un déplacement de 8 850 tonnes contre 7 000 à pleine charge, ils parvenaient à soutenir 37 nœuds à pleine vitesse. Ils sont mis sur cale en 1931. 

## Navires de la classe
| Navire                | Constructeur         | Pose de la quille | Lancement        | Mise en service | Fait                      |
| --------------------- | -------------------- | ----------------- | ---------------- | --------------- | ------------------------- |
| Raimondo Montecuccoli | Ansaldo, Gênes       | 1er octobre 1931  | 2 août 1934      | 30 juin 1935    | Démoli en 1964.           |
| Muzio Attendolo       | Fincantieri, Trieste | 10 avril 1931     | 9 septembre 1934 | 7 août 1935     | Coulé le 4 décembre 1942. |

## Galerie

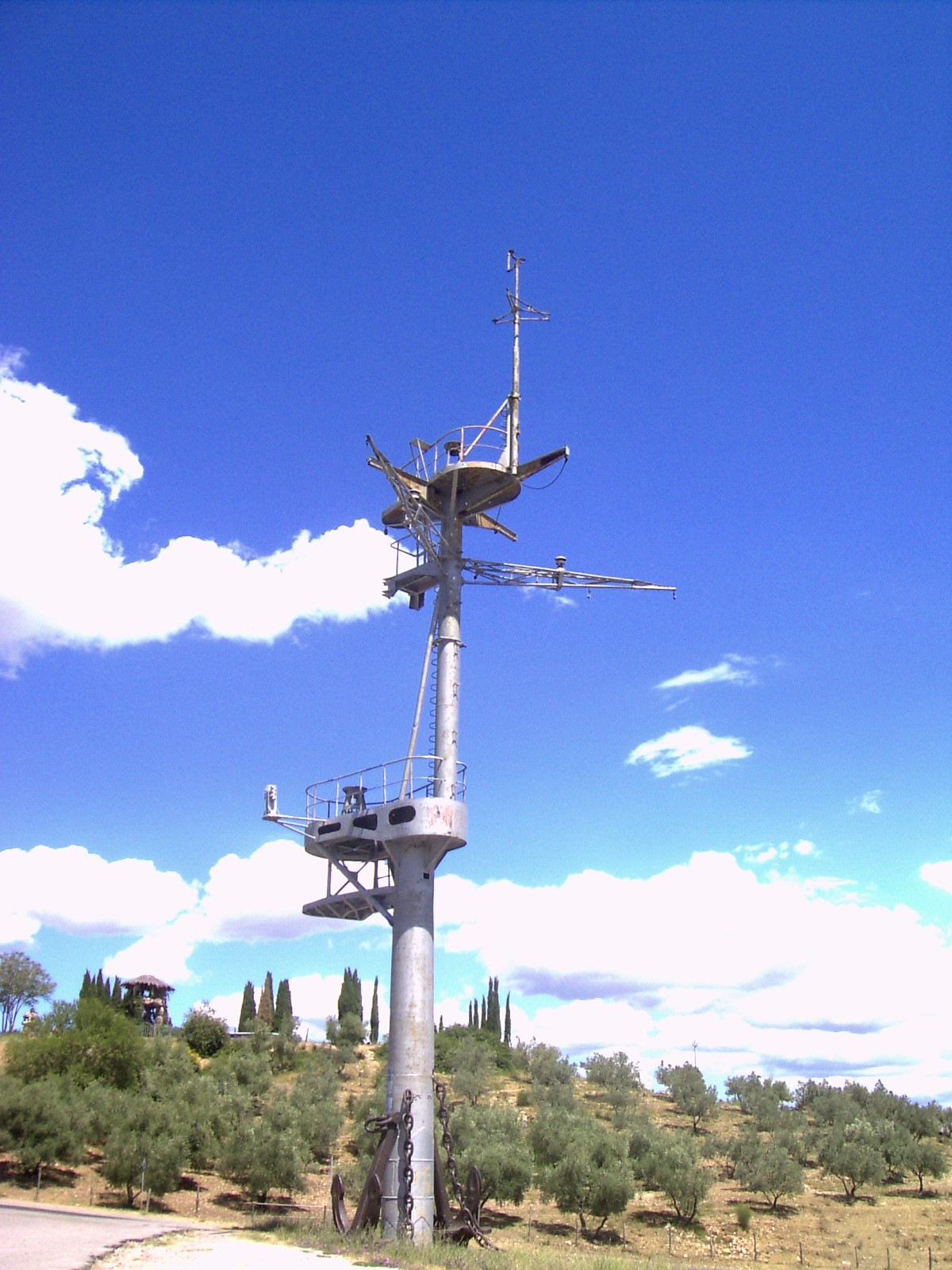
Mât du Montecuccoli conservé à Pérouse.
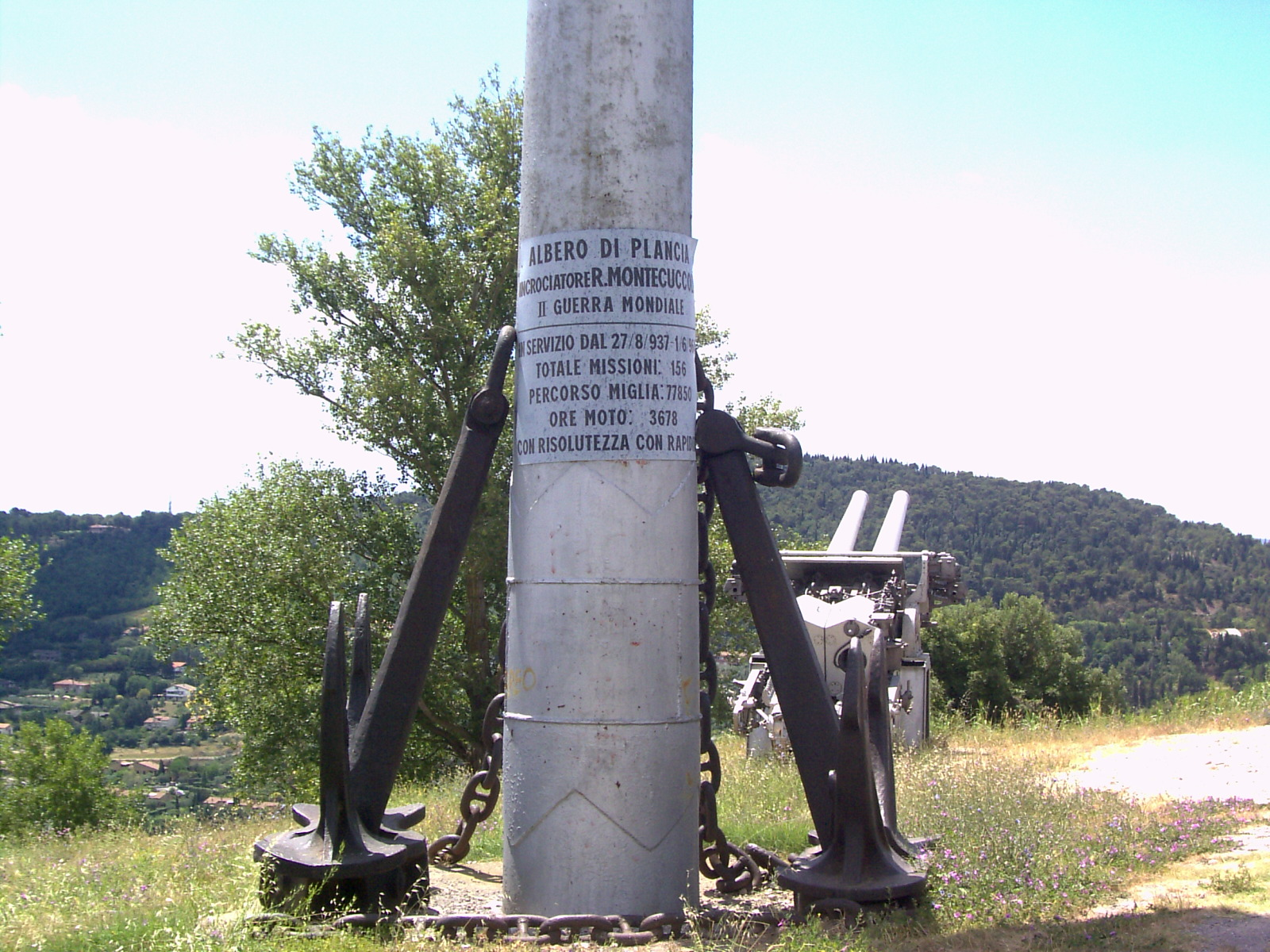
Ancres du Montecuccoli au pied du mât.
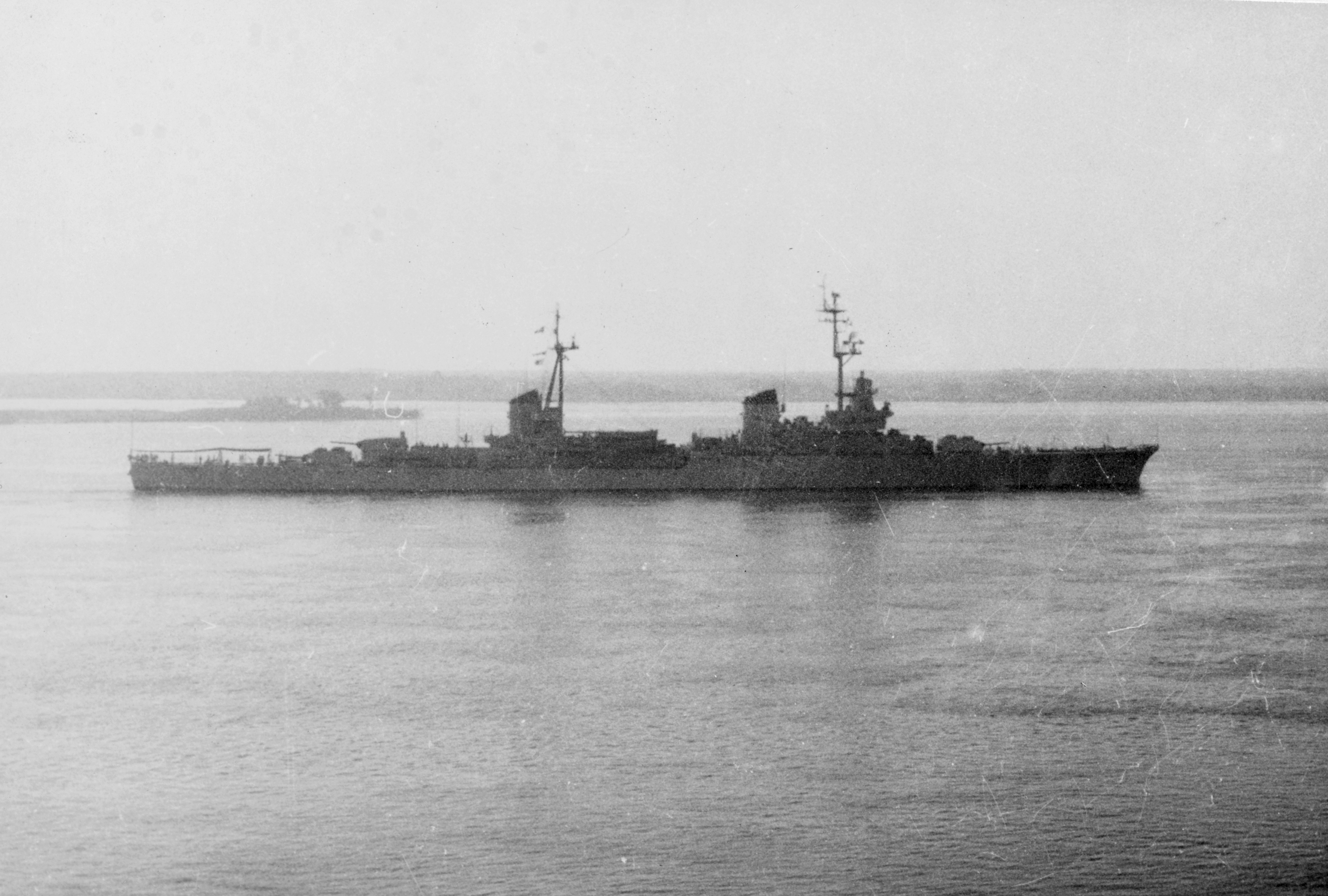
Le Montecuccoli en direction de Philadelphie, entre le 15 juillet et 18 octobre 1958.
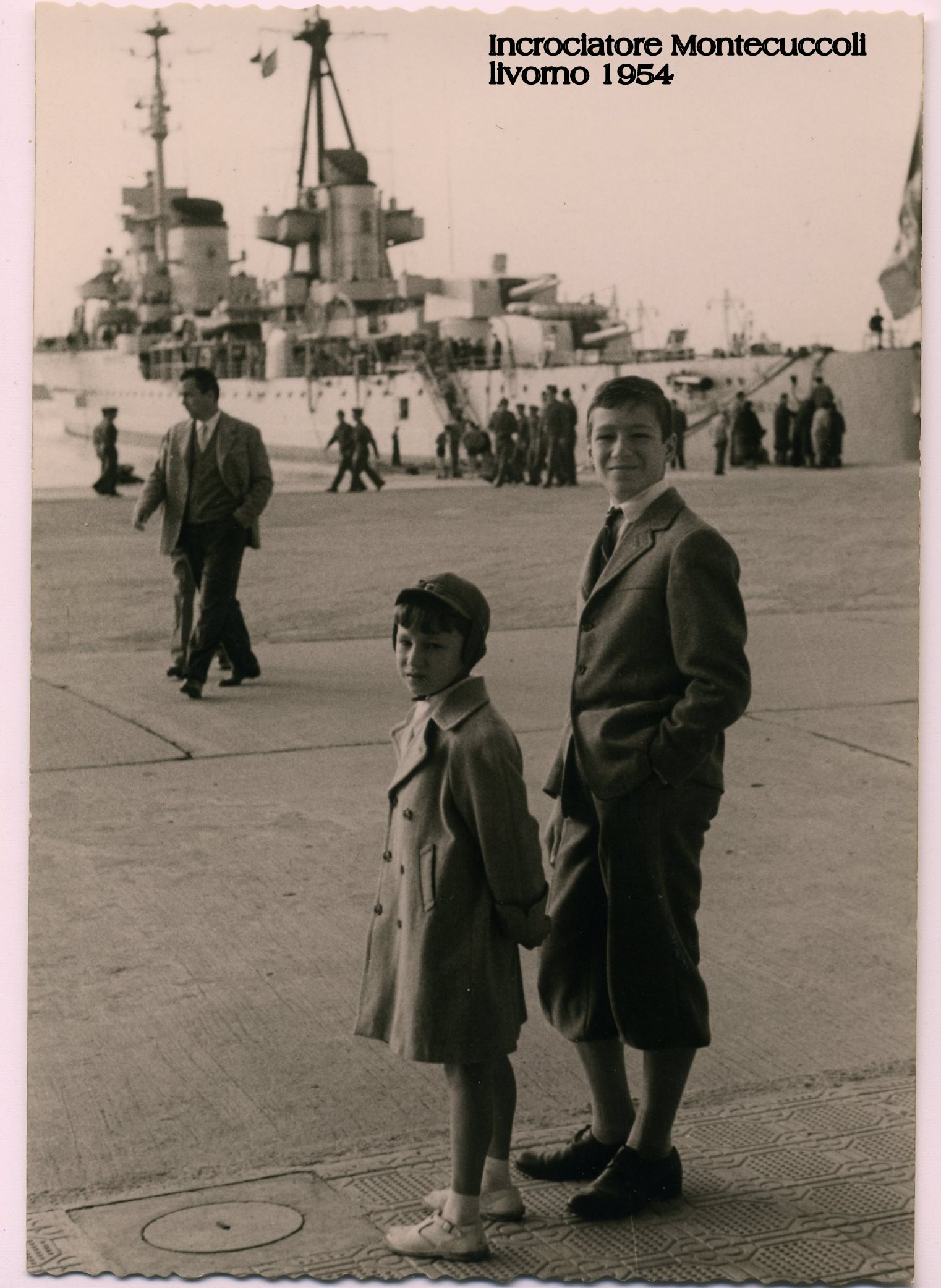
Le Montecuccoli à Livourne en 1954.